# Atelier des Saracchi
Les Saracchi était une famille milanaise d’artisan lapidaires et tailleurs de pierres précieuses active entre la seconde moitié du XVIe siècle et les premières décennies du suivant. Ils obtinrent une reconnaissance internationale et fournirent à l’époque la grande noblesse européenne. Il travaillèrent entre autres pour Albert V de Bavière, et Charles-Emmanuel Ier, Duc de Savoie, la cour de Saxe, la cour de Prague et les Médicis.

## Artisans notables
Le fondateur de la dynastie était Bartolomeo Saracchi qui eut 5 fils:
- Giovanni Ambrogio (1541 - après 1605)
- Simone (1548- 5 Juin 1598),
- Stefano (1551 - avant 1595),
- Michele (1558- 5 septembre 1613)
- Raffaele (1568- 17 juin 1588)

Les fils de Giovanni Ambrogio étaient également actifs dans l'art de la sculpture, 2 orfèvres et 2 cristalliers. Un cousin, aussi nommé Giovanni Ambrogio Saracchi (fils de Giovanni Angelo), était aussi artiste lapdaire.